# Georg Beckmann
Georg Beckmann (* 29. Dezember 1868 in Bentwisch, heute Oberndorf (Oste); † 7. Januar 1939 in Gießen) war ein deutscher Politiker (SPD, USPD).

## Leben und Wirken
Nach dem Besuch der Volksschule in Schwarzenmoor ging Beckmann zur Erlernung des Tischlerhandwerks nach Hamburg (1883 bis 1887). Nach dem Abschluss seiner Ausbildung bereiste er Mittel- und Westdeutschland und war er bis 1897 als Geselle tätig. Danach war er mindestens bis 1920 als Angestellter für die Allgemeine Ortskrankenkasse in Gießen tätig.
Ende der 1880er Jahre trat Beckmann in die Sozialdemokratische Partei Deutschlands ein. Während des Ersten Weltkrieges wechselte er zu der weiter links stehenden USPD, für die er von Juni 1920 bis Mai 1924 als Abgeordneter im ersten Reichstag der Weimarer Republik saß, in dem er den Wahlkreis 22 (Hessen-Darmstadt) vertrat.
Beckmann war ferner seit 1908 als Arbeitgebervertreter Mitglied des Gewerbegerichts in Gießen sowie Stadtverordneter der Stadt Gießen und Mitglied des Kreistages und des Kreisausschusses des Kreises Gießen.